# Taťjana Medvecká

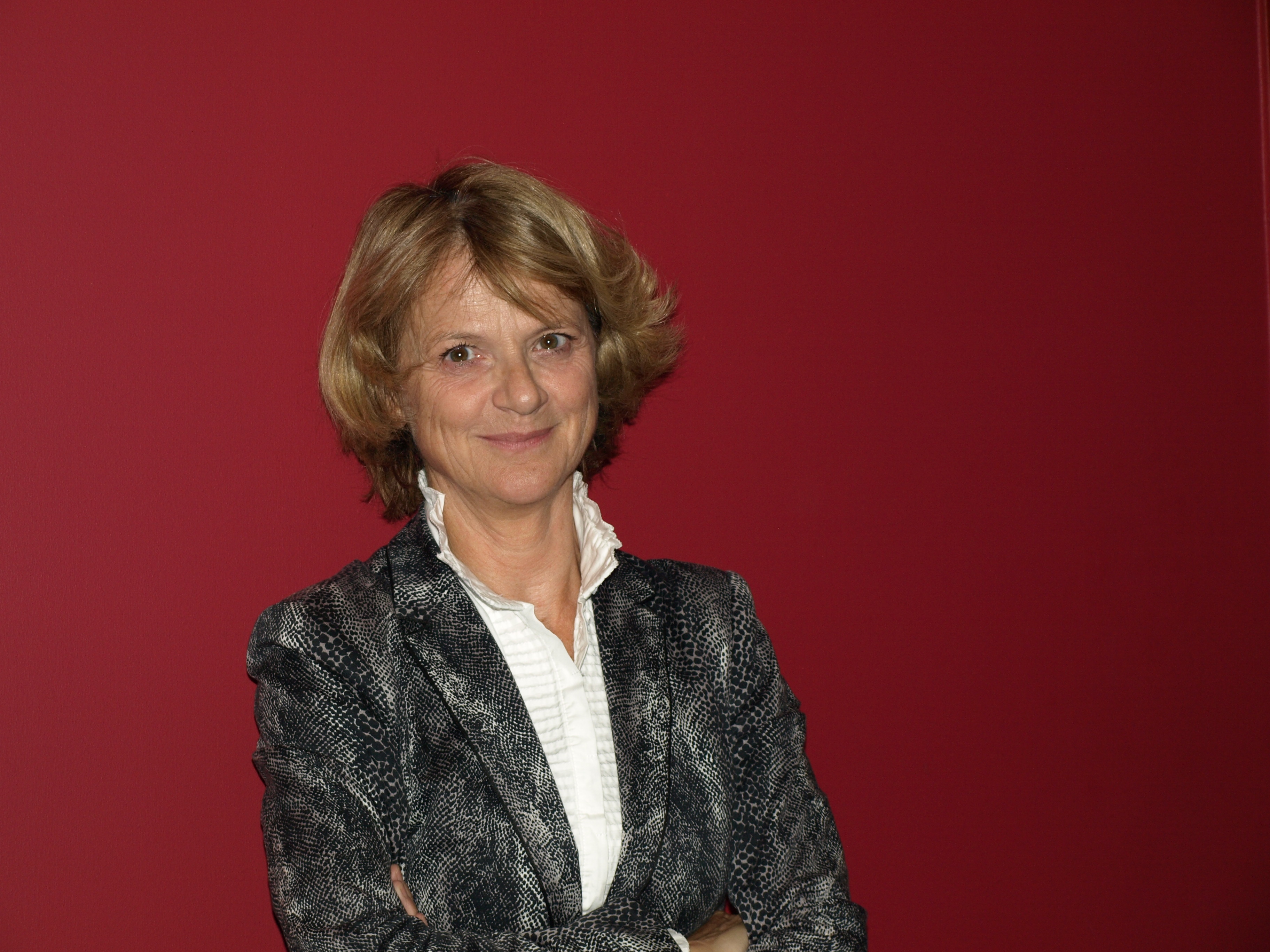
Taťjana Medvecká (2013)

Taťjana Medvecká (* 10. November 1953 in Prag) ist eine tschechoslowakische Schauspielerin und Synchronsprecherin.

## Leben
Taťjana Medvecká ist teilweise slowakischer Abstammung – beide Elternteile haben slowakische Vorfahren. In ihrer Kindheit spielte sie Ballett. Später studierte sie erfolgreich Schauspiel an der Theaterfakultät der Akademie der Musischen Künste in Prag (DAMU). Bereits während ihres Studiums war sie am Theater angestellt und spielte mehrere Rollen an unterschiedlichen Theatern, darunter Národní divadlo, Viola, Městská divadla pražská und Divadlo DISK. Für ihre Darstellungen wurde sie bisher zweimal mit dem tschechischen Theaterpreis Thalia ausgezeichnet.
Seit 1973 mit ihrem Debüt in dem von Ludvík Ráža inszenierten Fernsehfilm Hvězda první velikosti ist Medvecká auch erfolgreich als Filmschauspielerin. So war sie seitdem in über 130 Film- und Fernsehproduktionen zu sehen. Im deutschsprachigen Raum sah man sie unter anderen in Filmen wie Die Schöne und das Ungeheuer und Das bezauberndste Rätsel und zuletzt in der von Agnieszka Holland inszenierten Miniserie Burning Bush – Die Helden von Prag. Zweimal wurde sie als Beste Nebendarstellerin für den Filmpreis Český lev nominiert, wobei sie diesen 2011 mit ihrer Darstellung der Viera in dem von Zuzana Liová inszenierten Drama Dom gewann.
Seit Ende der 1970er Jahre ist Medvecká als Synchronsprecherin tätig und lieh bei der Vertonung unterschiedlicher internationaler Filme ins Tschechische Schauspielerinnen wie Ornella Muti, Barbra Streisand und Audrey Hepburn ihre Stimme. Seit 1994 ist sie auch die Hauptstimme von Susan Sarandon.
Medvecká ist mit dem Dramatiker und Schriftsteller Jiří Dufek verheiratet. Das Paar hat zwei gemeinsame Töchter.

## Filmografie
- 1973: Hvezda první velikosti
- 1976: Marek, reich mir die Feder! (Marečku, podejte mi pero!)
- 1977: Die Befreiung Prags (Osvobození Prahy)
- 1978: Die Schöne und das Ungeheuer (Panna a netvor)
- 1979: Das Geheimnis der stählernen Stadt (Tajemství Ocelového města)
- 1984: Das fremde Mädchen (Cizí holka)
- 1994: Die Tierklinik am Rande der Stadt (O zvířatech a lidech, Fernsehserie, zwei Folgen)
- 2003: Das Krankenhaus am Rande der Stadt – 20 Jahre später (Nemocnice na kraji města po dvaceti letech, Fernsehserie, zehn Folgen)
- 2008: Das bezauberndste Rätsel (Nejkrásnější hádanka)
- 2011: Dom
- 2013: Burning Bush – Die Helden von Prag (Hořící keř, Miniserie)
- 2015: Die Sieben Raben (Sedmero krkavců)
- 2017: Milada
- 2018: Momente (Chvilky)
- 2022: Běžná selhání